# Archodontes melanopus
Archodontes melanopus is een keversoort uit de familie van de boktorren (Cerambycidae). De wetenschappelijke naam is gepubliceerd in 1767 door Linnaeus.